# (20221) 1997 HV8
A (20221) 1997 HV8 a Naprendszer kisbolygóövében található aszteroida. A LINEAR projekt keretében fedezték fel 1997. április 30-án.